# Harry Lockett
Harry Lockett (Stoke-on-Trent,1855-1930) foi um treinador de futebol inglês.treinou principalmente o Stoke City.
Lockett representou o Stoke City na reunião que levou à formação da Football League em 1888  e serviu como primeiro secretário da Football League de 1888 a 1902. Lockett também treinou o Stoke nas suas duas primeiras temporadas na Football League,embora ele tenha virado técnico do clube em 1884.durante seu período treinando o Stoke,ele treinou o clube em 55 jogos,conseghguindo 13 vitórias,9 empates e 33 derrotas.